# Farmácias São João

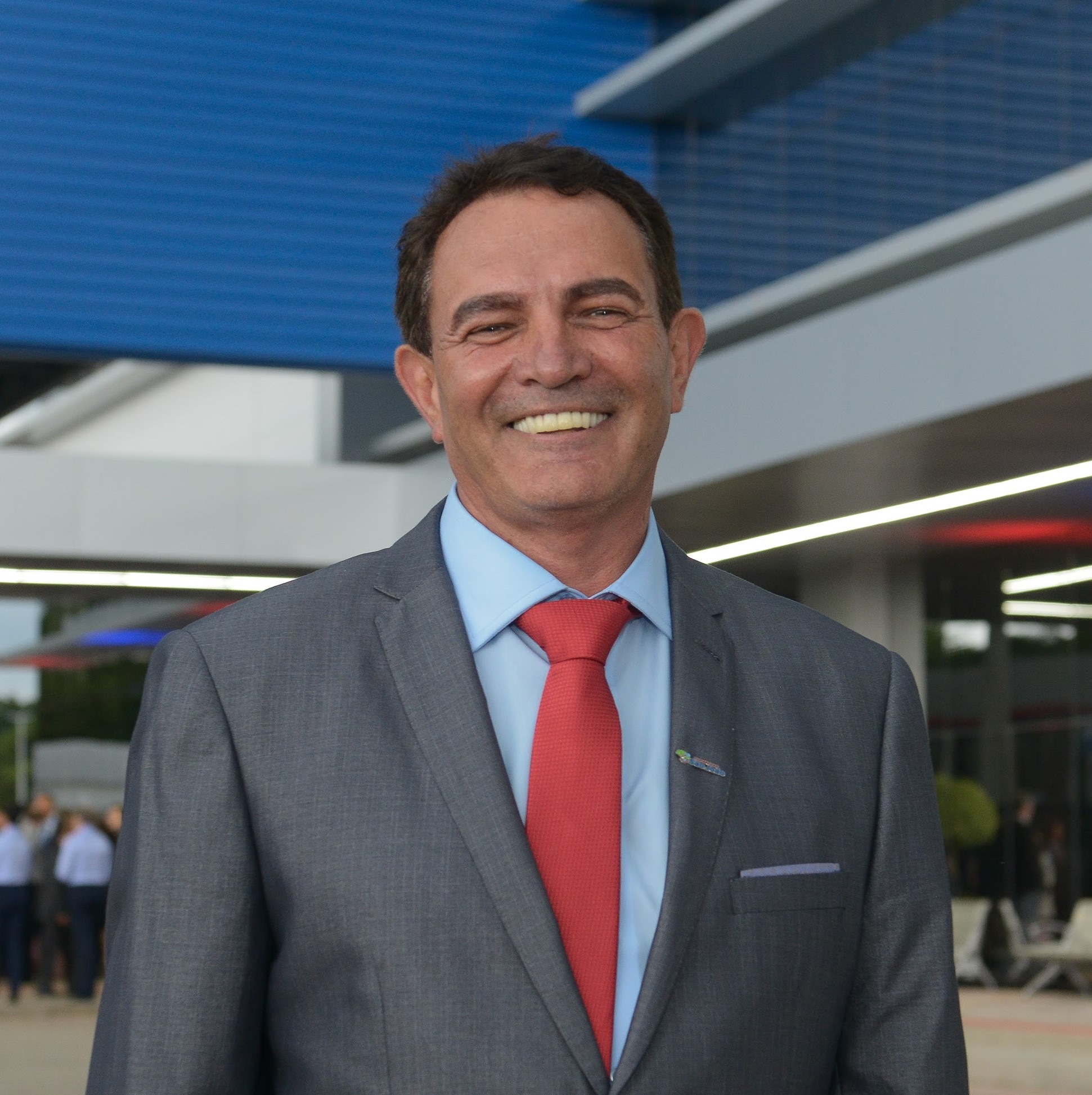
Presidente da Rede de Farmácias São João

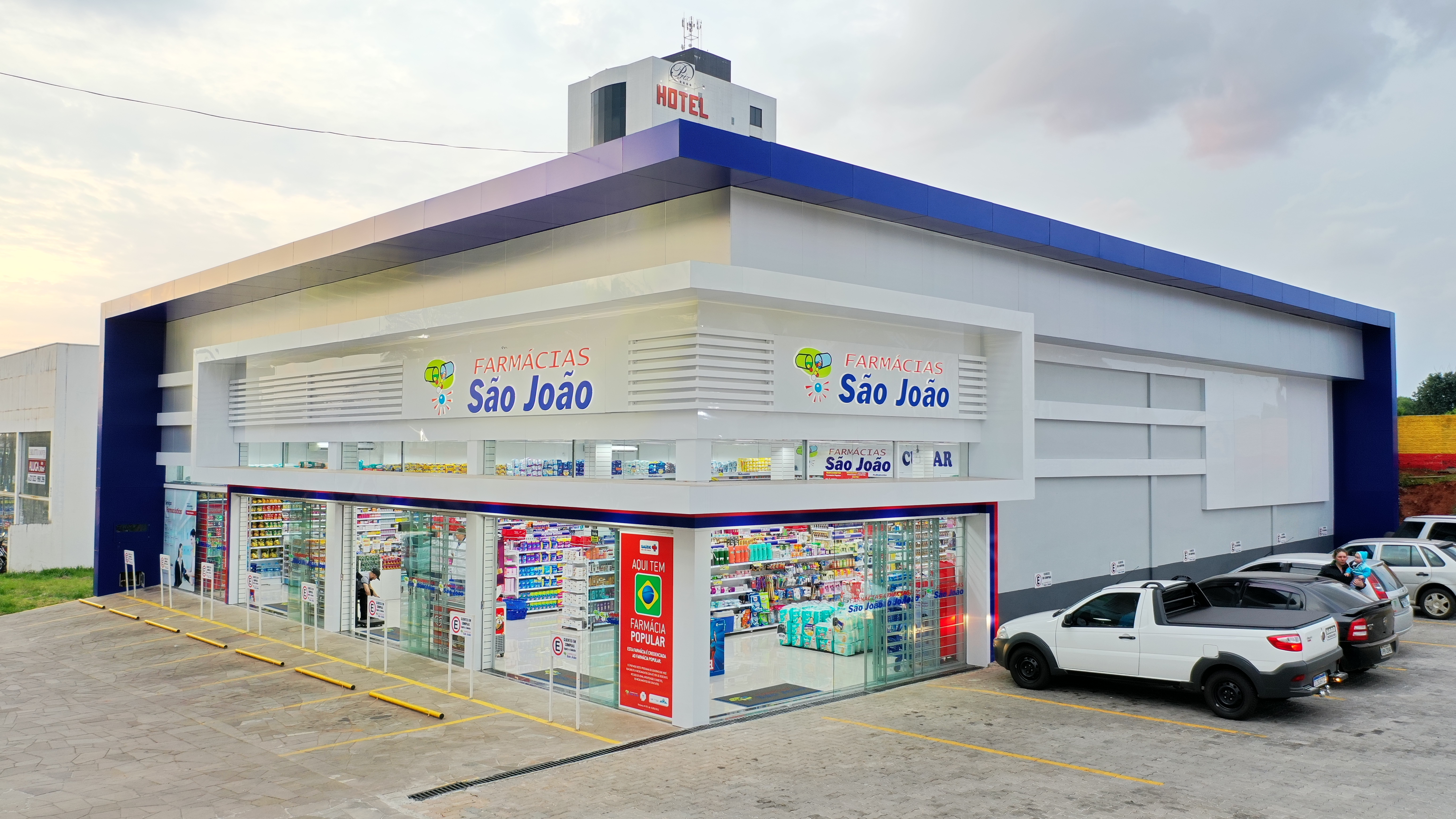
Foto da loja no bairro Boqueirão em Passo Fundo/RS

Farmácias São João é uma rede de farmácias que atua no estado do Rio Grande do Sul, fundada em 1979 e atualmente contando com mais de 1000 lojas nos estados do Rio Grande do Sul, de Santa Catarina e do Paraná. Encerrou o ano de 2022 com faturamento de R$ 5,4 bilhões de reais.
O fundador, Pedro Henrique Brair, inaugurou em 2016, em Passo Fundo/RS, um dos maiores Centros de Distribuição do Brasil. E no dia 30 de março de 2023, inaugurou um novo Centro de Distribuição na cidade de Gravataí/RS.
A rede possui um site de E-commerce: www.saojoaofarmacias.com.br e o aplicativo Farmácias São João, disponivel nas lojas de aplicativos.
Em Março de 2023, atingiu a marca de 1200 salas de serviços farmacêuticos, prestando inúmeros serviços de saúde nas lojas, como exames rápidos de sangue, testes antígeno Covid-19, além da aplicação de vacinas.
No mesmo ano, conforme ranking da revista Amanhã , a empresa foi reconhecida como uma das maiores marcas do estado, em todos os segmentos e no ranking das maiores empresas do Sul, ocupa a 25º posição entre as cem maiores empresas gaúchas.
Pelo ranking 2023 da SBVC (Sociedade Brasileira de Varejo e Consumo), a São João ocupa o 41 lugar no ranking nacional de varejistas. 

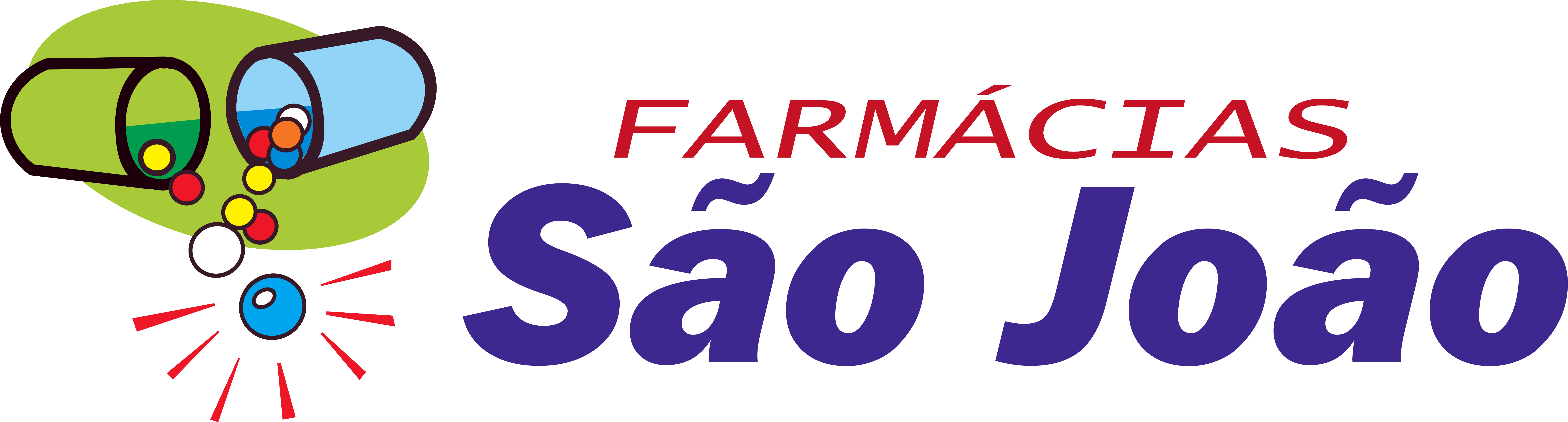

A rede atualmente está entre as maiores redes varejistas de medicamentos do país, ocupando o quarto lugar pelo ranking da Abrafarma e é a maior rede de farmácias do Sul do Brasil.

### Operação
Atualmente, 88% da operação das lojas da rede concentra-se no estado do Rio Grande do Sul, empregando mais de 20 mil colaboradores.

### Site
Mais informações podem ser acessadas no site www.saojoaofarmacias.com.br. 

### História do Fundador
O espírito empreendedor de um garoto que, aos 14 anos de idade deu os primeiros passos no ramo farmacêutico, hoje tornou-se uma das maiores redes varejistas de medicamentos do país. Filho de agricultores, o mais velho de cinco irmãos, o empresário Pedro Henrique Kappaum Brair começou a trabalhar desde cedo, aos nove anos, auxiliando no sustento da família que residia na cidade de Santo Augusto, região Norte do Rio Grande do Sul. Em 1973, aos 14 anos, mudou-se para a cidade de Iraí, onde foi trabalhar como atendente na farmácia dos tios. Foi seu primeiro trabalho como vendedor de medicamentos. Para prestar bom atendimento aos clientes, o menino ocupava o tempo vago lendo as bulas dos remédios, desenvolvendo sua principal missão de vida: a saúde das pessoas.
Três anos mais tarde, já experiente, retornou de Iraí a Santo Augusto, a fim de conseguir uma vaga no pequeno hospital da cidade – onde administrou a farmácia e aprendeu o ofício de auxiliar de enfermagem. Em 1982, aos 20 anos, depois de uma década de trabalho árduo e com algum valor guardado, Pedro adquiriu sua primeira farmácia, um estabelecimento tradicional da cidade de Campo Novo, cidade vizinha de Santo Augusto.
“Saúde é uma dádiva e servir é a melhor oportunidade que temos”, é a filosofia da Rede de Farmácias São João e, mais do que isso, a filosofia de vida de Pedro, que logo que adquiriu seu primeiro estabelecimento, conquistou a população da cidade de Campo Novo. Em 1985 Pedro decidiu retornar a Santo Augusto, cidade natal, onde abriu as portas da Drogafar, que seguiu com a mesma missão e, não diferente do primeiro estabelecimento, obteve sucesso. Em 1992, foi eleita a Empresa do Ano pela Associação Comercial de Santo Augusto.
Em 1996, a Drogafar alterou seu nome para Farmácias São João. Não por acaso, o “rebatismo” aconteceu em função da abertura da primeira filial, em Nova Prata, na serra gaúcha. Como a cidade tinha um forte apelo católico, a empresa decidiu homenagear São João, o padroeiro local – coincidentemente, o mesmo do município de Santo Augusto. Além disso, João é o nome do pai de Pedro. Sob as bênçãos de São João, a rede ampliou suas operações e chegou a uma dezena de unidades até o início do ano 2000.
Em franco desenvolvimento, um polo de saúde e referência regional, Passo Fundo foi escolhida para receber a matriz da Rede, logo após a cidade receber a primeira farmácia.
Passo Fundo foi a mola propulsora, impulsionando significativamente o crescimento sustentável da Rede. A partir de um processo de expansão planejado no Estado do Rio Grande do Sul, tornou-se referência no setor farmacêutico, comprovando a força da empresa que está presente no maior número de cidades gaúchas.  Além disso, iniciou-se um projeto de expansão no Estado de Santa Catarina.
No ano de 2008, a Rede de Farmácias São João inaugura uma nova marca, RemEx Delivery. Empresa com foco exclusivo no aviamento de receitas, destacando-se por não permitir a intercambialidade de receitas médicas, uma realidade motivo de orgulho em virtude de ser a única rede nacional a adotar essa política, com uma perfeita harmonia entre indústria, propagandista, médicos e pacientes.
Para fortalecer ainda mais a participação no mercado, em 2010 a Rede de Farmácias São João cria mais uma ferramenta de negócios, o cartão Crédito Fácil São João, oferecendo ao cliente benefícios, facilidade e comodidade na hora de realizar as compras. No mesmo ano a empresa inaugura sua terceira marca, Farmácia Melhor Preço, com foco em medicamentos genéricos, produtos nacionais e populares.
Entre os anos de 2011 e 2012, a empresa se posicionou como a oitava maior rede varejista de medicamentos do país, com lojas presentes em mais de 130 cidades do RS e SC. Com um pensamento totalmente voltado para o crescimento, a empresa começa a investir pontualmente em tecnologia da informação, ferramenta que proporciona mais suporte e agilidade em todas as operações da rede.
Outro grande compromisso assumido pela Rede de Farmácias São João é a construção de um futuro melhor para as pessoas ao seu redor. Com um olhar para o próximo a empresa se envolve e desenvolve inúmeras ações sociais, colaborando com o crescimento das comunidades locais.
Os objetivos avançam e a cada ano é projetado mais desenvolvimento, crescimento e atuação em novos mercados e regiões do Brasil. Em 2013 a Rede supera uma marca importante em sua história e inaugura a filial de número 300. Em 4 de julho de 2016 feito histórico para São João, a Rede inaugura a sua primeira loja no estado do Paraná, ampliando a sua atuação no sul do país.

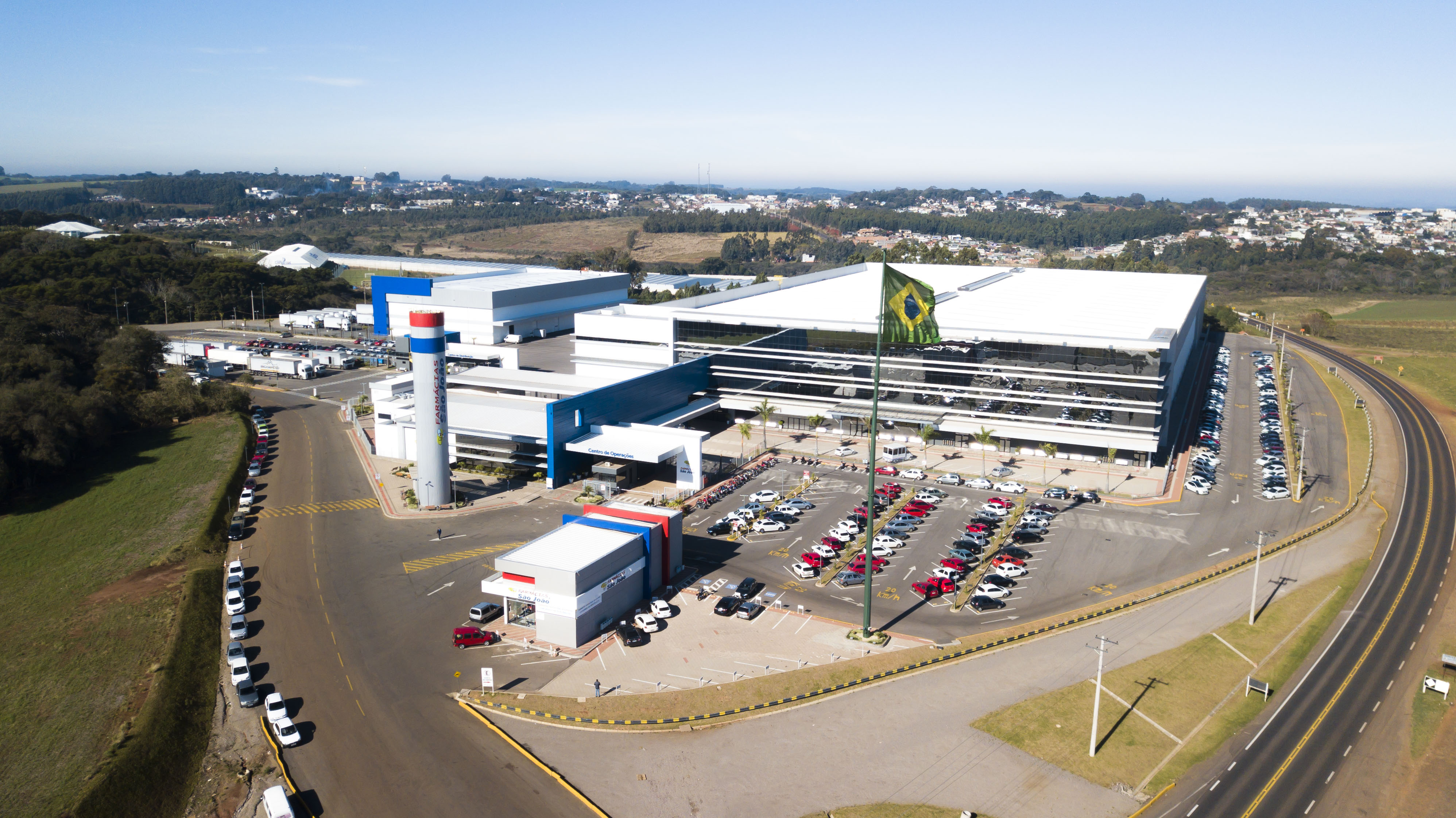

O Centro de Distribuição e Operações Administrativas
Um sonho construído com ética, respeito e profissionalismo, em 2015 avança com força total para dar início às obras de construção do novo e moderno Centro de Distribuições e Operações Administrativas, localizado em Passo Fundo, Rio Grande do Sul, em uma área de 100 mil m², com mais de 40 mil m² de área construída e uma previsão de investimento de 100 milhões de reais. Em dezembro de 2016 o gigante do sul do país é inaugurado, moderno e amplo o Centro de Distribuição tem capacidade superior a 43 mil posições de armazenagem, destas 25 mil são operadas pelo que a de mais moderno em tecnologia de armazenamento, aonde máquinas e softwares fazem a gestão do armazém garantido a agilidade em toda a cadeia de distribuição.
Em março de 2023, a empresa repete o feito, inaugurando um novo e moderno Centro de Distribuição em Gravataí/RS.

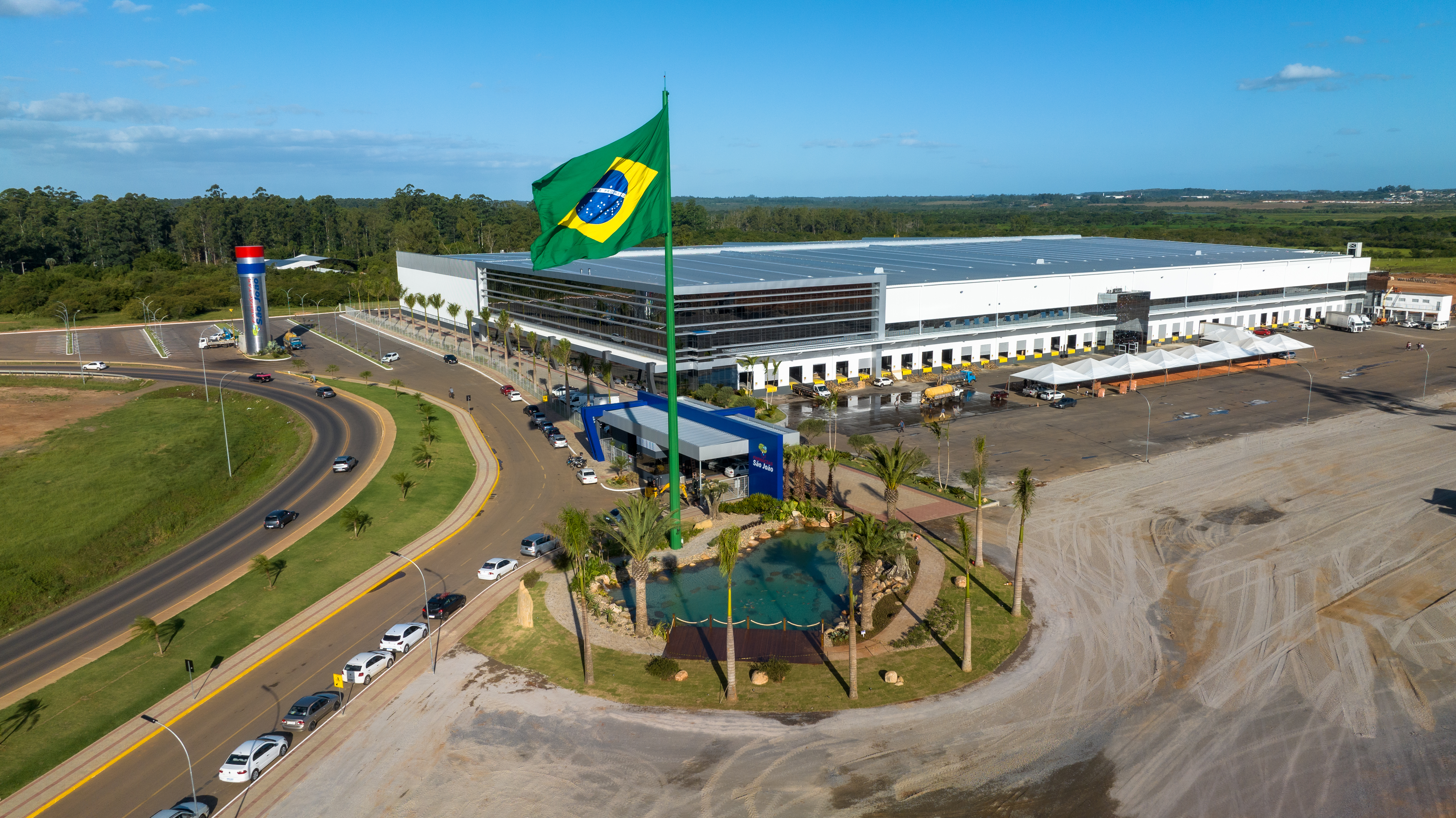

Mais informações podem ser acessadas no site www.saojoaofarmacias.com.br.  